# Élhovo
Élhovo (en búlgaro: Ѐлхово) es una ciudad de Bulgaria, capital del municipio homónimo en la provincia de Yámbol.

## Geografía
Se encuentra a una altitud de 115 m s. n. m. a 335 km de la capital nacional, Sofía.

## Demografía
Según estimación 2013 contaba con una población de 10 462 habitantes.
|         | 2004   | 2005   | 2006   | 2007   | 2008   | 2009   | 2010   | 2011   | 2012  |
| Mujeres | 5 810  | 5 747  | 5 655  | 5 587  | 5 526  | 5 422  | 5 334  | 5 333  | 5 269 |
| Varones | 5 606  | 5 458  | 5 371  | 5 259  | 5 217  | 5 131  | 5 033  | 5 112  | 5 035 |
| Total   | 11 416 | 11 205 | 11 026 | 10 846 | 10 743 | 10 553 | 10 367 | 10 445 | 10304 |